# Данієл Пршибил
Данієл Пршибил (чеськ. Daniel Přibyl; 18 грудня 1992) — чеський хокеїст, центральний нападник. Виступає за «Спарта» (Прага) у Чеській Екстралізі.
Вихованець хокейної школи ХК «Пішек». Виступав за «Спарта» (Прага), ХК «Бероуншті Медведі».
В чемпіонатах Чехії — 18 матчів (2+0), у плей-оф — 4 матчі (2+1).
У складі молодіжної збірної Чехії учасник чемпіонату світу 2012.